# Dillon Williams
Dillon Emmanuel Williams (ur. 30 sierpnia 1995) – kanadyjski zapaśnik walczący w stylu wolnym. Zajął 21. miejsce na mistrzostwach świata w 2019. Brązowy medalista mistrzostw panamerykańskich w 2016 i 2017, a także igrzysk frankofońskich w 2017 roku.